# 邦里基島

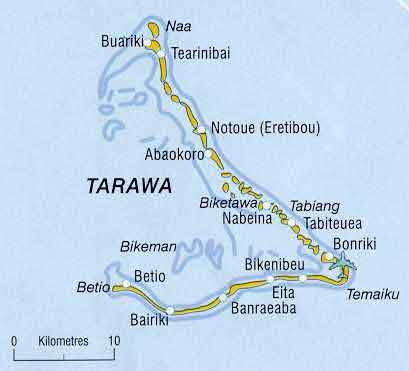

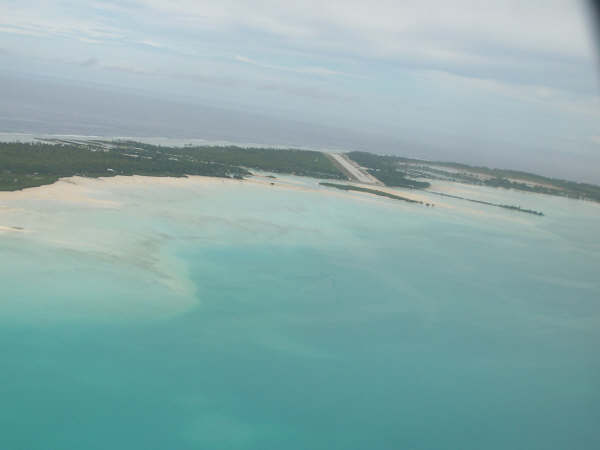

邦里基島（英語：Bonriki）是基里巴斯的島嶼，屬於塔拉瓦環礁的一部分，由南塔拉瓦管轄。長8.1公里、寬3.0公里，面積9.91平方公里，2005年人口12,988。為邦里基國際機場所在地。
1°22′20″N 173°09′09″E / 1.37222°N 173.15250°E